# موزه کوربه

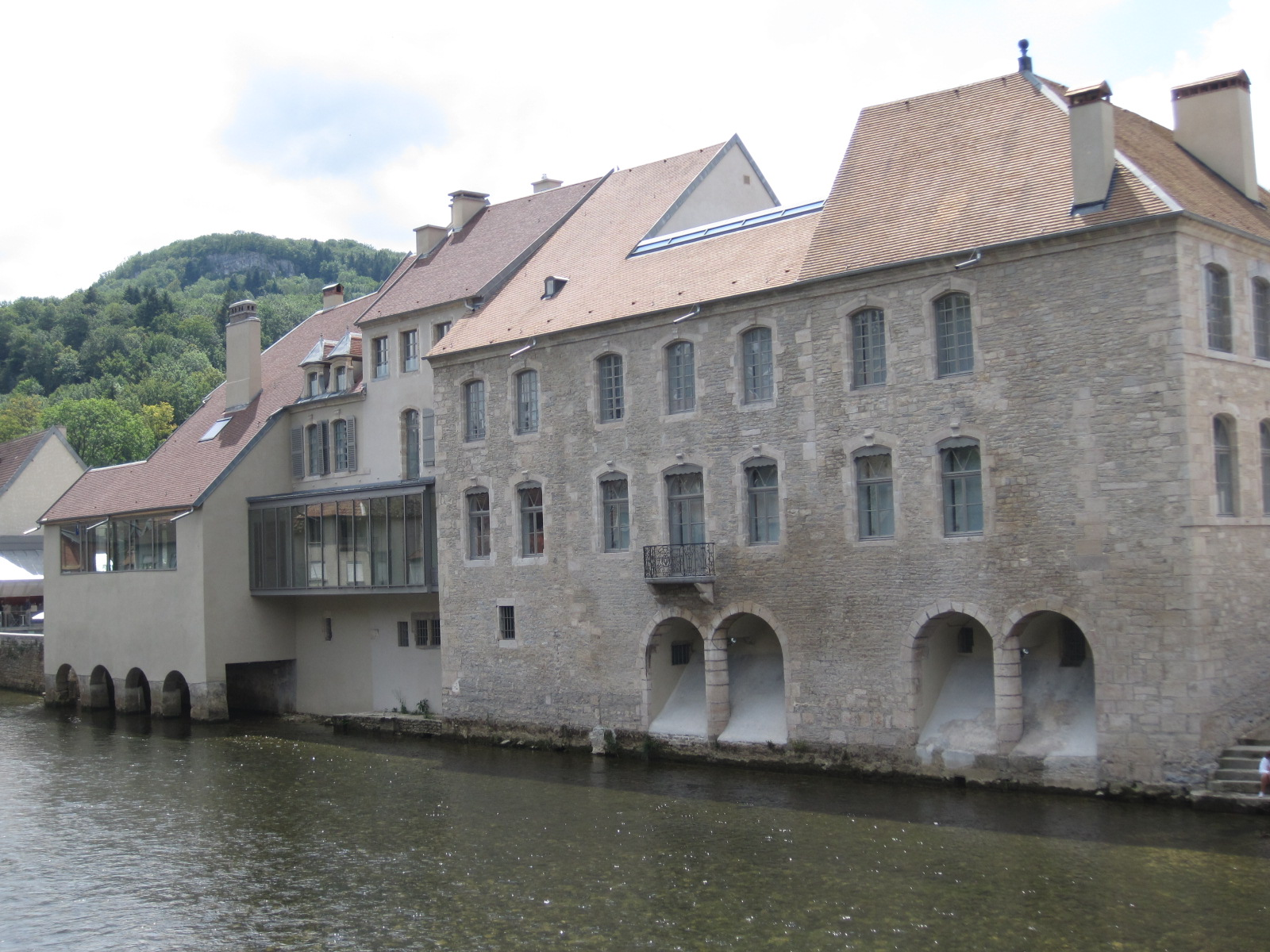
موزه کوربه

موزه کوربه (به فرانسوی: musée Courbet) خانه پدری گوستاو کوربه نقاش فرانسوی است. این موزه در شهر اورنان فرانسه (شهری نزدیک مرز فرانسه و سوئیس) در کنار رود لو واقع شده‌است. این بنا در سال ۲۰۰۳ کارش را به عنوان موزه شروع کرد و تابلوها و مجسمه‌های کوربه و برخی از آثار نقاشان دیگر پیرو مکتب کوربه را نمایش می‌دهد.
در سال ۲۰۱۹ به مناسبت ۲۰۰امین سالگرد تولد کوربه، نمایشگاهی از آثار این هنرمند در این موزه برگزار شد.